# Akka
Akka (hebr. ‏עכו‎, Akko; arab. ‏عكا‎, Akka; ang. Akko; w językach zachodnioeuropejskich na ogół zwane Akra, fr. Saint-Jean-d’Acre) – miasto położone w Dystrykcie Północnym w Izraelu.
Akka jest jednym ze starożytnych miast portowych, którego historia sięga epoki brązu. Ze względu na swoje strategiczne położenie umożliwiające szeroki dostęp do Palestyny, przez setki lat było ważnym portem. Miasto miało swoje okresy rozwoju i upadku, wielokrotnie zmieniając właścicieli. Swój szczyt rozwoju osiągnęło na przełomie XII i XIII wieku jako stolica Królestwa Jerozolimskiego. Od XIX wieku jego rola malała na korzyść sąsiedniego miasta portowego Hajfa. Zespół zabytków Akki jest od 2001 roku umieszczony na liście światowego dziedzictwa UNESCO. W 2008 roku dopisano na tę listę tutejsze sanktuarium bahaizmu. Akka jest jedynym miastem Izraela, które dwukrotnie pojawia się na liście światowego dziedzictwa UNESCO.

## Położenie
Miasto Akka jest położone na północnym krańcu Zatoki Hajfy, na wschodnim wybrzeżu Morza Śródziemnego. Leży w północnej części równiny przybrzeżnej Izraela (32°55′44″N 35°04′35″E/32,928889 35,076389). W odległości 14 km na południe znajduje się miasto portowe Hajfa. W otoczeniu Akki znajdują się miejscowości Kafr Jasif i Dżudajda-Makr, moszaw Bustan ha-Galil, oraz kibuce Szamerat, Bet ha-Emek i En ha-Mifrac.

### Podział administracyjny
Akka jest położona w Poddystrykcie Akki, w Dystrykcie Północnym.

## Środowisko naturalne
| \| I \| II \| III \| IV \| V \| VI \| VII \| VIII \| IX \| X \| XI \| XII \| \| 6.9 64 52 \| 4.3 64 50 \| 1.6 70 54 \| 1 77 59 \| 0.2 77 63 \| 0 84 72 \| 0 88 75 \| 0 88 79 \| 0.1 86 73 \| 1 81 64 \| 3.7 75 59 \| 7.3 70 55 \| \| Temperatury w °F Opad całkowity w calach \| \| \| \| \| \| \| \| \| \| \| \| |           |           |         |           |         |         |         |           |         |           |           |
| I | II        | III       | IV      | V         | VI      | VII     | VIII    | IX        | X       | XI        | XII       |
| 6.9 64 52 | 4.3 64 50 | 1.6 70 54 | 1 77 59 | 0.2 77 63 | 0 84 72 | 0 88 75 | 0 88 79 | 0.1 86 73 | 1 81 64 | 3.7 75 59 | 7.3 70 55 |
| Temperatury w °F Opad całkowity w calach |           |           |         |           |         |         |         |           |         |           |           |

| I                                        | II        | III       | IV      | V         | VI      | VII     | VIII    | IX        | X       | XI        | XII       |
| 6.9 64 52                                | 4.3 64 50 | 1.6 70 54 | 1 77 59 | 0.2 77 63 | 0 84 72 | 0 88 75 | 0 88 79 | 0.1 86 73 | 1 81 64 | 3.7 75 59 | 7.3 70 55 |
| Temperatury w °F Opad całkowity w calach |           |           |         |           |         |         |         |           |         |           |           |

Miasto rozciąga się na płaskiej powierzchni nadmorskiej równiny, jedynie po wschodniej stronie góruje nad nim wzgórze Tell Akka (100 m n.p.m.). Stare Miasto Akki jest położone na niewielkim półwyspie o długości i szerokości około 400 metrów. W odległości 4 km na wschodzie wznoszą się wzgórza Zachodniej Galilei.

### Klimat
Akka ma klimat śródziemnomorski, który charakteryzuje się gorącymi i wilgotnymi latami oraz chłodnymi i deszczowymi zimami. Wiosna klimatyczna trwa tu od marca, a w drugiej połowie maja rozpoczyna się klimatyczne lato. Średnia temperatura latem wynosi 26 °C, a zimą 12 °C. Opady śniegu są rzadkością w Akce, ale zdarza się spadek temperatury do 6 °C. Największe opady deszczu występują pomiędzy październikiem a kwietniem. Suma rocznych opadów atmosferycznych wynosi 524 mm.

### Wody
Z położonych na wschodzie wzgórz spływają na nadmorską równinę strumienie. Na wschód od miasta płynie strumień Akka. Znajduje się tutaj zbiornik wody Szamerat. Po stronie północnej przepływa strumień Jasaf, który jest zasilany strumieniami Jicchar i Zoch. Natomiast po stronie południowej miasta przepływa rzeka Naaman. Jej wody zasilają liczne stawy hodowlane ryb.

## Demografia
Według danych Izraelskiego Centrum Danych Statystycznych w 2011 roku w Akce żyło prawie 46,5 tys. mieszkańców, z czego 64,9% Żydów, 26,7% Arabów muzułmanów, 2,9% Arabów chrześcijan, 0,2% Druzów i 5,3% innych narodowości. Większość Arabów zamieszkuje Stare Miasto, które jest otoczone nowymi żydowskimi osiedlami mieszkaniowymi. Akka jest 29. miastem Izraela według liczby ludności. Wskaźnik wzrostu populacji wyniósł w 2011 roku 0,2%.
Średnie miesięczne wynagrodzenie w 2009 roku wynosiło 5269 ILS (średnia krajowa 7070 ILS). Stopa bezrobocia wynosiła w 2010 roku ponad 10% (średnia krajowa 6%), jednak wzrosła w porównaniu do 2009 roku o jeden procent (w styczniu 2009 roku 8,6%). Przez wiele lat Akka była jedną z izraelskich społeczności określanych mianem endemicznego bezrobocia. Problem ten dotyczy głównie arabskiej części mieszkańców miasta. Głównymi przyczynami tego zjawiska był brak możliwości zatrudnienia w mieście, brak odpowiedniego wykształcenia zawodowego oraz utrata tradycyjnych źródeł utrzymania. Temat ten jest szerzej omówiony w dziale „Gospodarka”.
| Wiek (w latach) | Procent populacji w % |
| --------------- | --------------------- |
| 0–4             | 8,2                   |
| 5–9             | 7,2                   |
| 10–14           | 7,2                   |
| 15–19           | 8,0                   |
| 20–29           | 15,6                  |
| 30–44           | 18,8                  |
| 45–59           | 18,8                  |
| 60–64           | 4,9                   |
| powyżej 65      | 11,4                  |

Źródło danych: Central Bureau of Statistics.

## Historia
Pierwotna lokalizacja miasta Akka od czasów starożytnych do okresu hellenistycznego była na oddalonym o 2 km od brzegu Morza Śródziemnego wzgórzu Tell Akka (100 m n.p.m.). Badania archeologiczne odkryły tutaj pozostałości kananejskiej osady rolniczej, pochodzące prawdopodobnie z III tysiąclecia p.n.e. Okres największego rozwoju miasta przypadł na XIV i XIII wiek p.n.e. Tutejszy port morski utrzymywał kontakty handlowe z Cyprem i miastami położonymi nad Morzem Egejskim. Port znajdował się wówczas u ujścia rzeki Naaman do morza. Z tego okresu pochodzą pierwsze pisane wzmianki historyczne o Akko. Zostało ono wówczas wymienione na liście miast zdobytych przez faraona Tutmozisa III (świątynia Amona w Karnaku) oraz w listach z Amarny. Na początku epoki żelaza osiedliły się tutaj Ludy Morza, a następnie ich miejsce zajęli Fenicjanie. Miasto w 725 roku p.n.e. dołączyła do Sydonu i Tyru w buncie przeciwko asyryjskiemu królowi Salmanasarowi V. W 722 roku p.n.e. Akka znalazła się pod panowaniem Asyrii. W 701 roku p.n.e. król asyryjski Sennacheryb zniszczył Akkę. Niemal natychmiast ją odbudowano, przenosząc jej lokalizację bliżej morza – mniej więcej w obecne miejsce. W 586 roku p.n.e. miasto ze swoim portem przeszło pod panowanie Babilonii. W 332 roku p.n.e. wojska Aleksandra Macedońskiego podbiły Azję Mniejszą, Syrię i Fenicję. Miasto Akka znalazło się wówczas w strefie wpływów kultury greckiej. Greccy historycy nazywali miasto Ake (Józef Flawiusz używał także nazwy Akre), jednak w rzeczywistości w 332 roku p.n.e. nazwę zmieniono na Antiochia Ptolemais (gr. Αντιόχεια της Πτολεμαΐδος), a następnie Ptolemais. Była to helleńska kolonia wojskowa, która utrzymywała ścisłe kontakty z innymi miastami Starożytnej Macedonii. Po śmierci Aleksandra Wielkiego, w wyniku wojen diadochów rejon Ptolemais znalazł się pod panowaniem dynastii Ptolemeuszy, którzy kontrolowali Egipt i Judeę. W wyniku serii kolejnych wojen, w 198 roku p.n.e. miasto przeszło w ręce Seleucydów. W 64 roku p.n.e. do Syrii wkroczyły rzymskie legiony Pompejusza. Syria została przekształcona w prowincję Syrię. Pomimo że za czasów panowania króla Heroda Wielkiego miasto Ptolemais nie znajdowało się w granicach jego państwa, sfinansował on budowę kilku obiektów użyteczności publicznej. Między innymi wybudowano salę gimnastyczną. W czasach Nowego Testamentu Apostoł Paweł spędził w Ptolemais jeden dzień. W następnych latach Rzymianie utworzyli w mieście kolonię (C. Claudii Cæsaris). W 395 roku Syria z miastem Ptolemais znalazła się pod panowaniem Bizancjum. Po tym jak bizantyjska armia cesarza Herakliusza została rozgromiona w bitwie pod Jarmuk (636 rok), a następnie w 638 roku muzułmanie zajęli Jerozolimę, Ptolemais przeszło pod panowaniem Arabów. Wrócono wówczas do używania starożytnej nazwy miasta, Akko. W następnych latach miasto przechodziło kolejno pod panowanie Kalifatu Raszidun, Kalifatu Ummajjadów, Kalifatu Abbasydów, Kalifatu Fatymidów i Seldżuków. Osłabienie Arabów walkami wewnętrznymi wykorzystali krzyżowcy, którzy w 1099 roku utworzyli Królestwo Jerozolimskie. Król Baldwin I z Boulogne w sojuszu z Republiką Genui zdobył w 1104 roku Akkę. Akka szybko stała się najważniejszym portem morskim Królestwa Jerozolimskiego. Równocześnie przeprowadzono wielką rozbudowę miasta, które trzykrotnie powiększono. Zostało ono otoczone murami obronnymi z wieżami i fosą. W 1123 roku powstała w Akce autonomiczna dzielnica Republiki Weneckiej, co wzmocniło tutejsze kontakty handlowe. Rozwój miasta był jednak uzależniony od losów Królestwa Jerozolimskiego, i w dniu 10 lipca 1187 roku muzułmanie bez walki zajęli Akkę. Zorganizowana wówczas III wyprawa krzyżowa umożliwiła rozpoczęcie długotrwałego oblężenia Akki (1189-1191) zakończonego odzyskaniem przez krzyżowców miasta. Od 1191 roku stolica Królestwa Jerozolimskiego znajdowała się w Akce. Miasto zyskało dzięki temu na znaczeniu. W 1229 roku Akka przeszła pod opiekę Zakonu Rycerskiego Szpitalników. Gdy w 1244 roku muzułmanie zajęli Jerozolimę, Akka pozostała ostatnią twierdzą krzyżowców w Ziemi Świętej. W następnych latach największym zagrożeniem dla rozwoju miasta stanowili chrześcijanie. Republika Wenecji i Republika Genui rozpoczęły I wojnę wenecko-genueńską, przenosząc część walk do Akki. W dniu 24 czerwca 1258 roku doszło do bitwy morskiej pod Akką, która zakończyła się klęską floty genueńskiej. Miasto znalazło się pod wpływami Republiki Weneckiej, a wszyscy Genueńczycy musieli je opuścić. Koniec miasta przynieśli Mamelucy, którzy 6 kwietnia 1291 roku rozpoczęli oblężenie i 18 maja 1291 roku zdobyli Akkę. Sułtan Al-Aszraf Chalil aby uniknąć błędu Saladyna i zapobiec próbom powrotu chrześcijan, rozkazał zrównać miasto z ziemią. Na jego miejscu powstała niewielka osada handlowa pozbawiona jakichkolwiek fortyfikacji. Istnieją dowody, że w XIV wieku utrzymywała ona kontakty handlowe z innymi miastami. W 1517 roku Akka znalazła się pod panowaniem Imperium Osmańskiego. Nie zmieniło to jednak sytuacji miasta, które stopniowo pogrążało się w coraz większej ruinie. W 1775 roku jego następcą został turecki oficer Jezzar Pasza, który wykorzystując zyski z handlu wybudował obecne mury miejskie, szereg budynków użyteczności publicznej, wodociąg i meczet Ahmeda al-Jazzara. Większość budynków dzisiejszego starego miasta pochodzi z okresu jego władzy.
Podczas wyprawy Napoleona do Egiptu, Bonaparte w styczniu 1799 roku wkroczył ze swoimi wojskami do Palestyny. Usiłując wywołać syryjskie powstanie przeciwko Turkom, Napoleon rozpoczął 20 marca 1799 roku oblężenie Akki. Obrońcy otrzymali jednak pomoc brytyjskiej marynarki i Francuzi po kilku próbach szturmu musieli 21 maja ustąpić i wycofać się do Egiptu. Dalszy pomyślny rozwój Akki, gwarantowany przez jej lokalnych władców, trwał do 1831 roku. Stało się to za sprawą osmańskiego oficera Muhammada Ali, który po wyparciu wojsk francuskich został gubernatorem Egiptu. Pod błahym pretekstem wysłał on do Palestyny i Syrii wielką armię dowodzoną przez Ibrahima Paszę. Oblężenie Akki rozpoczęło się 8 grudnia 1831 roku i trwało do 27 maja 1832 roku, kiedy miasto skapitulowało. Pomimo poważnych zniszczeń miasta, Ibrahim Pasza uczynił z Akki stolicę prowincji Palestyny i Syrii. Sukcesy Egipcjan wywołały jednak duże zaniepokojenie brytyjskiej i francuskiej dyplomacji, które zażądały natychmiastowego wycofania wojsk egipskich z całej Azji Mniejszej. Elementem nacisku siłowego było zbombardowanie Akki w dniu 4 listopada 1840 roku przez eskadrę brytyjskich, francuskich i austriackich okrętów wojennych. Ostrzał spowodował bardzo duże zniszczenia fortyfikacji i zabudowy miejskiej, a potężna eksplozja magazynu amunicji spowodowała śmierć około 2 tys. osób. W rezultacie Egipcjanie wycofali się w nocy, a miasto powróciło pod tureckie panowanie. Zniszczenia były jednak tak poważne, że Akka utraciła swoje znaczenie. W następnych latach odbudowano fortyfikacje miejskie oraz dobudowano arsenał i pałac, wykorzystywany później jako więzienie. Wśród więźniów był Bahá'u’lláh, prorok i założyciel wiary Baha’i. Był on więziony w tutejszym więzieniu od 31 sierpnia 1868 roku. Mieszkańcom Akki powiedziano, że nowy więzień jest wrogiem państwa, Boga i religii, a wszelkie kontakty z nim były surowo zakazane. Po jakimś czasie tureccy urzędnicy zaczęli bardziej ufać Bahá'u’lláh’owi i w 1877 roku wyrazili zgodę, by zamieszkał w osobnym domu, na przedmieściach Akki. Zmarł tam 29 maja 1892 roku. Przywództwo nad ruchem religijnym przejął wówczas jego najstarszy syn ’abdu’l-Bahá. Pod koniec XIX wieku miasto stało się centrum ruchu bahaizmu. W 1877 roku Akka otrzymała prawa miejskie.
Podczas I wojny światowej wojska brytyjskie wkroczyły z Egiptu do Palestyny i 24 września 1917 roku zajęły Akkę. W dniu 1 lipca 1920 roku Liga Narodów oficjalnie przyznała Wielkiej Brytanii zwierzchnictwo mandatowe nad Palestyną. W otworzonym w ten sposób Brytyjskim Mandacie Palestyny miało powstać w przyszłości państwo żydowskie. Pod brytyjskim panowaniem Akka rozbudowała się poza murami miejskimi, jednak jej rozwój gospodarczy został zahamowany przez otwarcie w 1933 roku portu Hajfa. Podczas arabskiego powstania w Palestynie (1936–1939) brytyjskie władze ze względów bezpieczeństwa ewakuowały z miasta wszystkich Żydów. W 1945 roku szacowano, że wśród 12360 mieszkańców Akki jest 50 Żydów. Cytadelę w Akce Brytyjczycy przystosowali do pełnienia roli ciężkiego więzienia, w którym wykonywano wyroki śmierci przez powieszenie. W dniu 4 maja 1947 roku bojownicy żydowskiego Irgunu przeprowadzili spektakularny atak na cytadelę, podczas którego umożliwili ucieczkę z więzienia 255 z 623 osadzonych więźniów, w większości Arabów. Po zakończeniu II wojny światowej w Palestynie nasiliły się walki pomiędzy Żydami a Arabami. Przyjęta 29 listopada 1947 roku Rezolucja Zgromadzenia Ogólnego ONZ nr 181 przyznała obszar miasta Akka państwu arabskiemu. Zwiększyło to poczucie bezpieczeństwa mieszkańców Akki w pierwszych miesiącach wojny domowej w Mandacie Palestyny. Powołano Narodową Radę Muzułmańską, która negocjowała z Brytyjczykami warunki przejęcia kontroli nad miastem. Pomimo to, dowództwo żydowskiej Hagany podjęło wówczas decyzję przejęcia Akki i zachowania miasta w państwie żydowskim. Gdy 15 maja 1948 roku rozpoczęła się regularna I wojna izraelsko-arabska, Hagana zajęła 17 maja Akkę. W następnych dniach większość arabskich mieszkańców uciekła do Libanu. Po zakończeniu wojny opuszczone arabskie domy w Akce były zajmowane przez żydowskich imigrantów masowo przyjeżdżających do Izraela. W latach 60. i 70. XX wieku wybudowano nowe osiedla mieszkaniowe, dzięki czemu Żydzi opuścili dawne arabskie domy na Starym Mieście. Dzielnice arabskie pozostały wówczas bardzo zaniedbane i przez długie lata miały charakter slamsów. Dopiero w latach 80. i latach 90. XX wieku podjęto szereg kroków mających na celu rewitalizację Akki. Podczas drugiej wojny libańskiej w 2006 roku Akka mocno ucierpiała od ostrzału rakietowego Hezbollahu. 8 października 2008 roku w mieście wybuchły zamieszki żydowsko-arabskie, które trwały przez pięć dni. Bezpośrednią ich przyczyną było złamanie religijnego prawa żydowskiego podczas święta Jom Kipur przez arabskiego kierowcę.

### Nazwa
Pochodzenie nazwy „Akka” jest nieznane. W staroegipskich listach z Amarny napisanych pismem klinowym w języku akadyjskim widnieje nazwa miasta podana w dwóch hieroglifach, które są spółgłoskami „CK” odczytanymi jako „Haca” lub „Aca”. Ich właściwa pierwotna wymowa nie jest znana. Gdyby nazwa współczesnego miasta nie zachowała się, z całą pewnością naukowcy nie zdołaliby zidentyfikować tej nazwy z Akką. Język asyryjski zachował pisownię „Akk”. Starożytna etymologia ludowa według żydowskiego komentarza (midrasza) podaje, że za czasów biblijnego Enocha doszło w tym rejonie do dwóch wielkich powodzi. Ponieważ wody pierwszej powodzi zbliżyły się do miasta Akki, Bóg powiedział: Ad ko! (pol. „do tego miejsca!”, „dotąd!”), odnosząc się do wody, która miała dalej już nie postępować do przodu. Nazwa „Ad ko” została z czasem skrócona do współczesnego Akko (Midrasz Rabba Bereszit 23,7). Jest to jednak etymologia ludowa, podobnie jak podawane przez polskiego geografa Józefa Staszewskiego wyjaśnienie, że pochodzi ona od arabskiego słowa „akk” – oznaczającego upał, skwar. Pochodzenie nazwy jest niesemickie.
Grecy podali swoje własne wytłumaczenie wywodzące się z mitologii greckiej. Według tej legendy, Herakles zatrzymał się tutaj podczas jednej ze swoich podróży. W tutejszej zatoce odnalazł zioła lecznicze. Dlatego nazwa miasta pochodzi od greckiego słowa Aka, oznaczającego leczenie. Jednak Grecy przemianowali miasto na Ptolemais (gr. Πτολεμαΐδα), czasami nazywane także Antiochia Ptolemais (gr. Αντιόχεια Πτολεμαΐδα). Oddali w ten sposób cześć Ptolemeuszowi II. Po podboju muzułmańskim przywrócono pierwotną nazwę Aka (arab. عكا). Krzyżowcy w pierwszym momencie pomylili je ze starożytnym miastem Ekron (łac. Accaron) i przemianowali na San Giovani d’Acri (fr. Saint Jean d’Acre) oddając w ten sposób cześć Janowi Chrzcicielowi. Błąd został jednak szybko wyjaśniony.

## Symbole
Herb Akki został przyjęty w dniu 30 października 1958 roku. Stanowi on lazurowy prostokąt, na którym widnieje czerwona tarcza. Pod i nad tarczą widnieje nazwa miasta w języku hebrajskim, angielskim i arabskim. Herb jest barwy czerwonej i jest podzielony na cztery równe części, z których dwie mają tło czerwone, a dwie niebieskie. Górne lewe pole ma tło w kolorze niebieskim. Widnieją na nim palmy i mur obronny. Mury nawiązują do murów obronnych Starego Miasta Akki, natomiast palmy licznie rosną w samym mieście, jak i w całej jego okolicy. Górne prawe pole ma tło w kolorze czerwonym. Widnieje na nim stary statek, co nawiązuje do historycznej roli Akki jako ważnego portu morskiego. Dolne lewe pole ma tło w kolorze czerwonym. Widnieją na nim symbole dzisiejszego przemysłu i postępu nauki. Dolne prawe pole ma tło w kolorze niebieskim. Widnieją na nim mury obronne i morze. Nawiązują one na bogatej historii miasta i jego położenia geograficznego nad Morzem Śródziemnym.

## Polityka

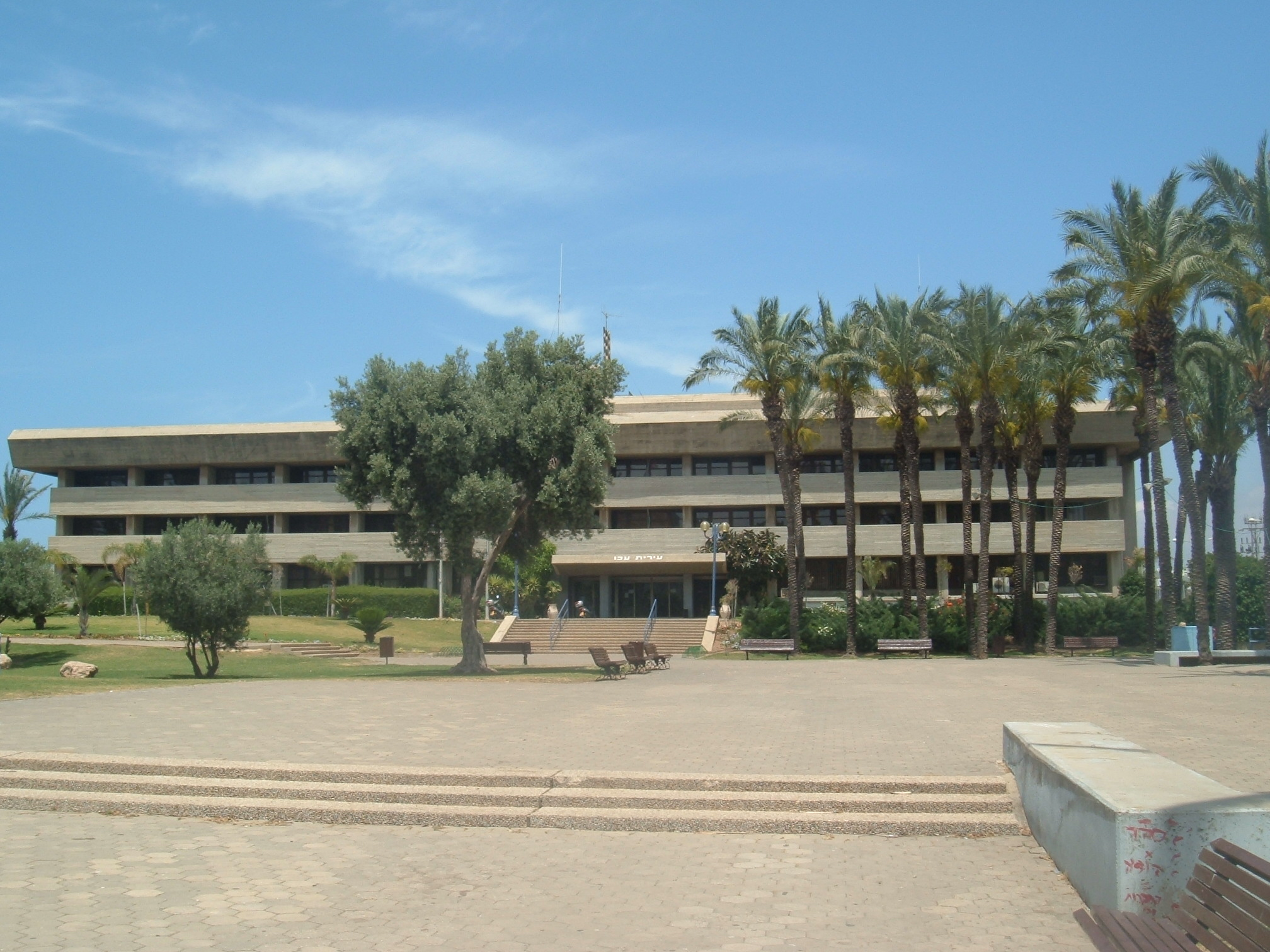
Urząd miejski w Akce

Akka jest stolicą administracyjną Poddystryktu Akka. Urząd miejski mieści się przy ulicy Hertsel. Obecnym burmistrzem miasta jest Szymon Lankri. Tuż obok urzędu miejskiego mieszczą się budynki sądu i urzędy ochrony zdrowia. Jest tutaj sąd miejski, muzułmański sąd szariatu oraz sąd druzyjski. Dla rozwoju współpracy między wszystkimi społecznościami Akki, utworzono w 1988 roku Stowarzyszenie Rozwoju Społeczności Akki (ang. The Association for Community Development Acre, ACDA). Organizacja zatrudnia szereg specjalistów i aktywistów działających na rzecz zmniejszania napięć społecznych i urzeczywistnianiu wizji miasta Akka, które będzie wspólnym miejscem zamieszkania Żydów, Arabów i Druzów.

### Współpraca międzynarodowa
Akka ma zawarte umowy partnerskie z następującymi miastami:
| - Bregencja, Austria - La Rochelle, Francja - Saint-Mandé, Francja - Recklinghausen, Niemcy | - Bielsko-Biała, Polska - Youngstown, Stany Zjednoczone - Nagykanizsa, Węgry - Piza, Włochy |

## Architektura

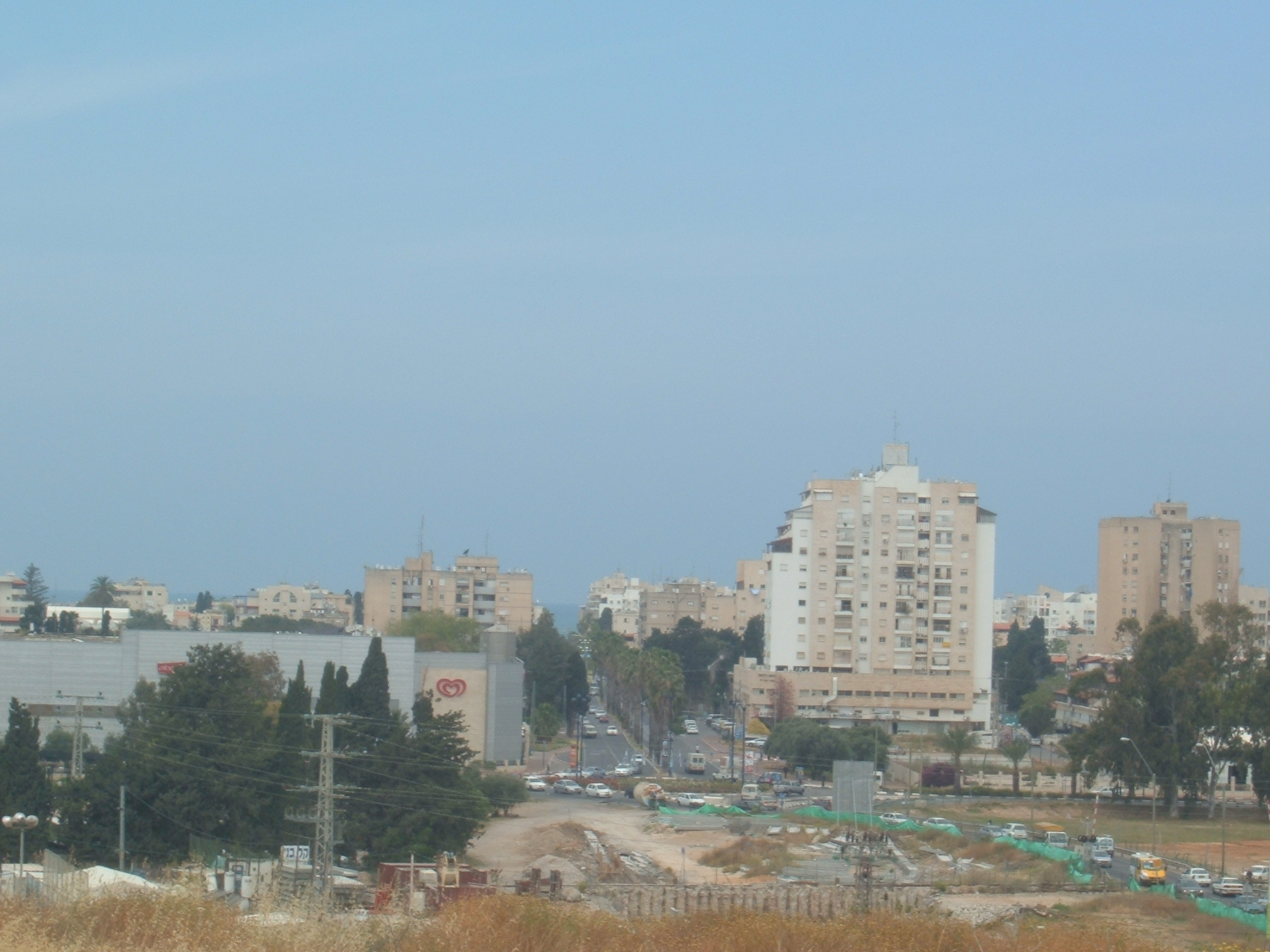
Współczesna zabudowa miejska Akki

Miasto Akka jest współczesnym, nowoczesnym miastem, które rozciąga się na północ, wschód i południowy wschód wokół zabytkowego Starego Miasta Akki. Obszar zabudowany rozciąga się na długości 3,5 km z północy na południe i 3 km z zachodu na wschód. Stare Miasto jest położone na niewielkim półwyspie o długości i szerokości około 400 metrów, otoczonym od południa, zachodu i północy przez wody Zatoki Hajfy i Morza Śródziemnego. Półwysep posiadał od strony południowej naturalną zatokę, która idealnie nadawała się na port morski. Rozwój Starego Miasta był ograniczony przez mury obronne. Gdy miasto zaczęło w swoim rozwoju terytorialnym wyszło za mury, jego ekspansja kierowała się głównie na północ. Po stronie wschodniej utworzono cmentarze miejskie – stary cmentarz, stary oraz nowy muzułmański i greckokatolicki. Dalszy rozwój miasta został po raz kolejny zatrzymany tym razem przez linię kolejową. Miasto przekroczyło ją w kierunku wschodnim, tworząc nowe osiedla mieszkaniowe ciągnące się do drogi ekspresowej nr 4. Po stronie południowej wznosi się wzgórze Tell Akka, które zostało obudowane od strony wschodniej. Rozwój miasta w kierunku południowym zamknęła rzeka Naamana, za którą powstała miejska strefa przemysłowa. Natomiast na północy rozwój miasta ogranicza Dom Bahje i ogród bahaistów, oraz sąsiednie osady rolnicze. Pomimo to, w obszarze tym budowane są nowe osiedla mieszkaniowe. W mieście znajduje się Park Lii Szaron oraz liczne mniejsze ogrody: Ogród Gewa’ot, Ogród Szazar, Ogród El Cohen, Ogród HaEszel, Ogród Hugo, Ogród Jerozolimy, Ogród Giborei Synaj, Ogród Domu Recyklingu, Ogród Rasco, Ogród HaHerut, Ogród Kibuc Galujot, Ogród HaHoresz

### Zabytki
Od 1990 roku w Akce prowadzone są prace archeologiczne i konserwacyjne. Są one nadzorowane i koordynowane przez założone w 1967 roku Stowarzyszenie Rozwoju Starej Akki (ang. The Old Acre Development Company Ltd., OADC). Działalność ta jest podporządkowana pod Ministerstwo Turystyki Izraela. Stowarzyszenie ściśle współpracuje z władzami miejskimi, i jako agenda rządowa nadzoruje publiczne i prywatne prace budowlane realizowane na terenie Starego Miasta Akki. Doradza mieszkańcom i władzom miejskim we wszystkich sprawach rozwoju. Dzięki publikacji wyników badań, Stara Akka zyskała rozgłos i stała się bardzo popularnym miejscem turystycznym. Od 2001 roku rozpoczęto realizację szeregu projektów rewitalizacji obszaru miejskiego, dążąc do poprawy warunków społecznych i gospodarczych mieszkańców, przy jednoczesnym zachowaniu bogatego dziedzictwa kultury materialnej miasta.

#### Stare Miasto
Zespół starej zabudowy Akki położony między murami obronnymi jest obszarem miejskim o wielkiej wartości historycznej, kulturowej i turystycznej. W 2001 roku zespół zabytków Starego Miasta Akki został umieszczony na liście światowego dziedzictwa UNESCO.
System fortyfikacji Akki powstawał etapami na przestrzeni kilkuset lat. Współczesne mury pochodzą z okresu osmańskiego i zostały wybudowane w latach 1750–1814. Mury obronne Akki były fortyfikacją stałą o kształcie nieregularnego pięciokąta. Były zbudowane z trzech linii zasadniczych murów obronnych, wzmocnionych dodatkowymi umocnieniami: fosa, przedmurze, wieże i bastiony. Współcześnie zachowane fortyfikacje Akki otaczają Stare Miasto ze wszystkich stron, przy czym część odcinków położonych wzdłuż linii brzegowej jest w rzeczywistości wzmocnionym falochronem. Fortyfikacje lądowe składają się z grubego muru miejskiego, suchej fosy, bastionu obronnego oraz z czterech obronnych wież ze stanowiskami artylerii. Pierwotnie do miasta można było dostać się jedynie dwoma bramami: Bramą Lądową od strony wschodniej lub Bramą Morską od strony portu. Obecnie, z powodów praktycznych, utworzono w murach dwa dodatkowe wyjazdy prowadzące w kierunku północnym. Centralne miejsce wśród fortyfikacji zajmuje cytadela. Została ona wybudowana w latach 1775–1805 przez Jezzara Pasze, na fundamentach starszej twierdzy krzyżowców. Na wschód od wieży odtworzono ogród z czasów krzyżowców, który obecnie znajduje się przed wejściem do Centrum Obsługi Ruchu Turystycznego. Cytadela posiada dwa wewnętrzne dziedzińce o długości 170 metrów (ze wschodu na zachód) i szerokości około 100 metrów. W latach 20. XX wieku Brytyjczycy przebudowali cytadelę na więzienie. Pod cytadelą i dawnym brytyjskim więzieniem Akki odkryto kompleks podziemnych sal, które w przeszłości były wykorzystywane przez Zakon Rycerski Szpitalników. Były one od 1291 roku zasypane gruzami i dopiero niedawne badania archeologiczne odkryły ich istnienie. Obecny poziom miasta jest o 8 metrów wyżej od dawnego, dlatego dawna forteca krzyżowców jest obecnie usytuowana głęboko poniżej poziomu ulic. Najbardziej imponującą częścią kompleksu jest Sala Kolumnowa służąca rycerzom jako jadalnia. Sala ma długość 10 metrów, a żebrowane sklepienie jest podtrzymywane przez trzy kamienne kolumny o średnicy około 3 metrów. Niektóre z podziemnych pomieszczeń są czasowo zamykane z powodu prowadzonych badań archeologicznych. Na południe od cytadeli jest położony stary seraj. Został on zbudowany w XVIII wieku na ruinach kościoła św. Jana Chrzciciela. Służył jako prywatna rezydencja Jezzara Paszy, a gdy wybudował on sobie nowy pałac, stary seraj przeznaczył na urzędy cywilne urzędników. Tuż obok są położone tureckie łaźnie Hammam al-Basza. Zostały wybudowane w 1795 roku przez Jezzara Pasze i nazwane od jego imienia. Służyły do lat 40. XX wieku, a od 1954 roku jest tutaj muzeum. Wewnątrz łaźni znajduje się marmurowa fontanna. Od wejścia korytarz prowadzi do kolejnych pokojów, z których ostatni jest sześciokątną łaźnią parową. Budynek jest ozdobiony marmurowymi posadzkami, kafelkami i kolorowymi szybkami umieszczonymi w kopulastym dachu, podtrzymywanym przez cztery marmurowe kolumny. Na Starym Mieście zachowało się kilka zabytkowych karawanserajów, w których niegdyś zatrzymywały się karawany kupieckie. Są to: Chan al-Umdan, Chan asz-Szuna, Chan al-Ifrandż i Chan asz-Szawarda. Najsłynniejszym sukiem jest Suk al-Abjad (pol. Biały Targ). Zostało wybudowane w połowie XVIII wieku i przez ponad 150 lat było najważniejszym targowiskiem miejskim. Biały Targ to w rzeczywistości zadaszona ulica targowa o długości około 100 metrów. Po obu jej stronach znajdują się kawiarnie i sklepy. Na południe od meczetu al-Dżazzara znajduje się bazar turecki. Budynek pochodzi z końca XVIII wieku i służył jako lokalny bazar do 1948 roku. Obecnie wnętrze bazaru zajmują sklepiki z dziełami sztuki i pamiątkami. Dodatkowo na Starym Mieście utworzono ulicę handlową, która obejmuje obszar ulic Marco Polo, Benjamina Metudela i Phaher a-Din. Port w Akce obecnie odgrywa rolę niewielkiej przystani rybackiej i mariny. Tutejsze zabytki religijne – kościoły, meczety i synagogi – są opisane w osobnym dziale: „Religia”.

#### Akwedukty miejskie
Stare Miasto Akki posiadało w swojej bogatej historii trzy akwedukty. Dostarczały one do miasta wodę ze strumieni spływających z pobliskich Merom ha-Galil. Najstarszy akwedukt powstał w okresie helleńskim, i jego pozostałości odkryto podczas prac archeologicznych w 1975 roku. Drugi akwedukt wybudował w XVIII wieku Jezzar Pasza, i został zniszczony w 1799 roku przez wojska francuskie (nie pozostały po nim prawie żadne ślady). Trzeci akwedukt wybudował w latach 1814–1815 Ibrahim Pasza. Służył on przez 133 lat, aż do jego wysadzenia w 1948 roku. W obszarze miasta można podziwiać cztery ocalone fragmenty tego akweduktu, a najdłuższy zachowany odcinek znajduje się w położonym na północy kibucu Lochame ha-Geta’ot.

### Dom Bahje i ogród bahaistów
W okresie, gdy Bahá'u’lláh był więźniem w cytadeli w Akce, jego zwolennicy wykupywali i wynajmowali posiadłości w mieście oraz jego okolicy. Do tej pory jest to ważny ośrodek ruchu bahaizmu. W samym mieście są to: Dom ’Abbúd i Dom Abdulláha Paszy. Celem pielgrzymek bahaistów jest cela w której przebywał w uwięzieniu Bahá'u’lláh. Na północnym obrzeżu Akki znajduje się letnia rezydencja Bahá'u’lláh, zwana al-Bahja. Obiekt słynie z pięknego ogrodu i sanktuarium bahaitów.
W 2008 roku zespół świątyń Bahá’i w Hajfie, Akce i zachodniej Galilei został umieszczony na liście światowego dziedzictwa UNESCO.

## Kultura

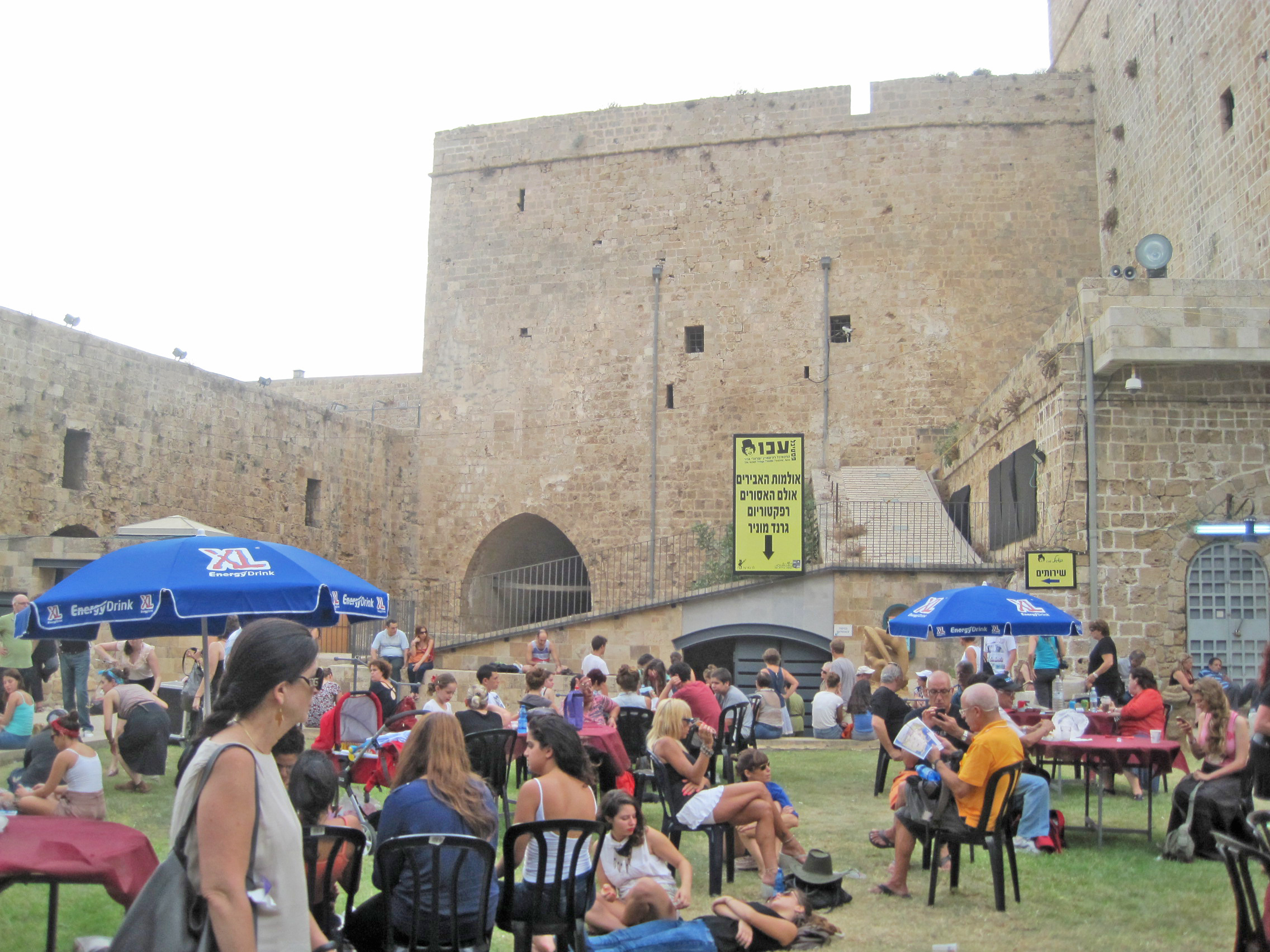
Festiwal Izraelskiego Teatru Alternatywnego, 2012 r.

Cechą charakterystyczną Akki jest jej wielokulturowość. Przeplatają się tutaj różnorodne zwyczaje, tradycje i wierzenia judaizmu, chrześcijaństwa, islamu i bahaizmu, a także takich mniejszości etnicznych jak Druzów, Beduinów i Czerkiesów. Na tę mieszankę kulturową nakładają się wieloletnie uprzedzenia wynikające z konfliktu izraelsko-arabskiego. Rodzi to wzajemną nieufność zwłaszcza społeczności arabskiej i żydowskiej. Wielopłaszczyznowa działalność kulturalna prowadzona w Akce ma właśnie na celu przełamywanie barier nieufności i nienawiści. W mieście działa Centrum Społeczności Żydowsko-Arabskiej, które prowadzi kluby młodzieżowe oraz realizuje projekty kulturowe dla dzieci żydowskich i arabskich. Jednym z ważnych projektów jest program Pokój Dziecko Izrael (ang. Peace Child Izrael), który angażuje w sztukę i teatr Żydów i Arabów. Dzieci przez dwa miesiące uczą się rozwiązywania konfliktów, a następnie wspólnie przygotowują przedstawienie teatralne. Kolejnym programem jest Patrioci Akki (ang. Patriots of Acre), który poprzez turystykę buduje więzi społeczne i odpowiedzialność młodych ludzi, ucząc ich, jak stać się ambasadorem swojego miasta. Latem organizowany jest obóz dla upośledzonych dzieci żydowskich i arabskich. Dla dorosłych organizowane są kursy nauczania, na których zwłaszcza arabskie kobiety zdobywają wykształcenie i różne umiejętności zawodowe. Centrum oferuje także kursy muzyki i tańca. W mieście działa Teatr Akko, w którym wspólnie występują aktorzy żydowscy i arabscy. W audytorium Edith Wolfson organizowane są koncerty i przedstawienia teatralne. Biblioteka miejska od 1992 roku mieści się w nowoczesnym budynku przy ulicy Weizmanna. Wszystkie tutejsze muzea znajdują się na Starym Mieście. Muzeum Skarby w Murach prezentuje fascynujące dziedzictwo historyczne miasta. Setki eksponatów muzealnych pozwala turystom zapoznać się z pracą rzemieślników wyrabiających meble, tkaniny oraz naczynia artystyczne i sakralne. W cytadeli jest Muzeum Więźniów Podziemia, poświęcone żydowskiemu ruchowi oporu z czasów Brytyjskiego Mandatu Palestyny. Tuż obok mieści się Muzeum Sztuki Okaszi gromadzące prace izraelskiego malarza Absaloma Okasziego.
Każdego roku w październiku w Akce organizowany jest Festiwal Izraelskiego Teatru Alternatywnego (ang. Akko’s Festival of Alternative Israeli Theatre), który jest jedną z ważniejszych imprez kulturalnych w Izraelu. Przez cztery dni odbywają się barwne spektakle teatrów ulicznych, podczas których aktorzy wciągają widzów w akcję wydarzeń teatralnych. W festiwalu biorą udział eksperymentalne grupy aktorów, występujące niejednokrotnie po raz pierwszy przed widzami. Występują także międzynarodowi goście z całego świata. W mieście organizowany jest także Festiwal Oliwek, podczas którego przybliża się publiczności i turystom zwyczaje związane z uprawą drzew oliwnych i produkcją oleju oliwkowego. Podczas festiwalu organizowane są wycieczki, jarmarki, warsztaty i występy muzyczne.

## Media
W Akce znajduje się rozgłośnia radiowa Radio Akko.

## Edukacja i nauka

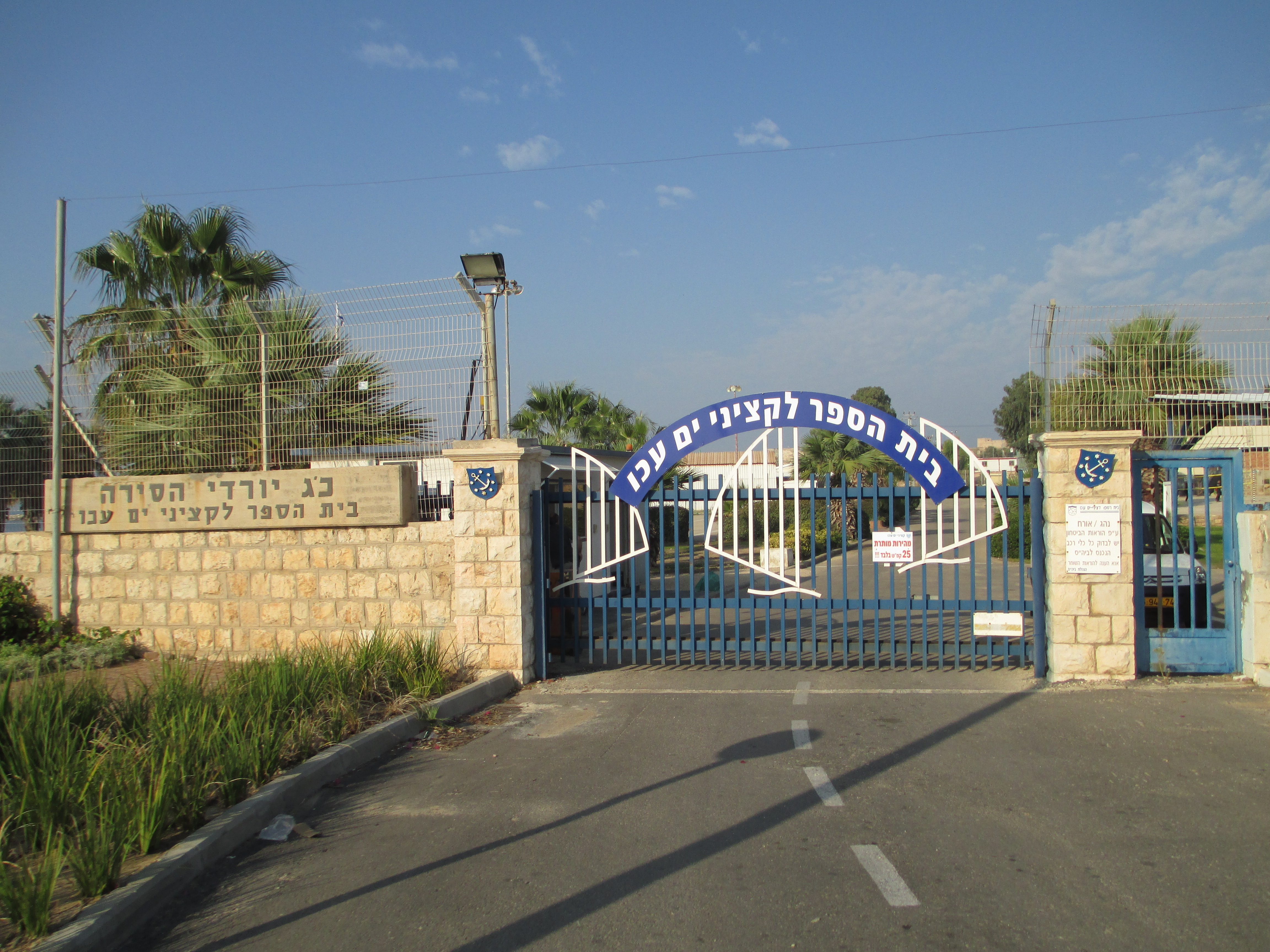
Brama wjazdowa na teren Szkoły Oficerów Akka

W mieście znajduje się 15 szkół podstawowych i 3 szkoły średnie. Wśród szkół są: Gordon, Ejal, Beit Jaakov, Niccanim, Miftan, Rambam, Ort, Eszkol, Shazar, Noam Herzog, Birkat Israel, Shuvu, Weizman, Ha-Tomer, szkoły religijne Beit Jaakov, Ha-Tora, Kennedy Amit, oraz franciszkańska szkoła Terra Santa. W 2010 roku uczyło się w nich 8,7 tys. uczniów, z czego 4,7 tys. w szkołach podstawowych. Średnia liczba uczniów w klasie wynosiła 25 osób. Ze względu na wielokulturową specyfikę Akki, w 2007 roku otworzono tutaj akademię studiów nad językami arabskimi. Szczególną uczelnią jest College Zachodniej Galilei, który jest położony w północno-wschodniej części miasta. Jest to akredytowana instytucja szkolnictwa wyższego, umożliwiająca studentom zdobycie tytułu naukowego Bachelor’s degree, oraz oferująca studia akademickie na Uniwersytecie Bar-Ilana. Od 1959 roku przy ulicy Straussa 1 mieści się konserwatorium, w którym 700 żydowskich i arabskich uczniów uczy się muzyki. W mieście znajduje się także centrum pedagogiczne.
Szkolnictwem morskim zajmuje się Szkoła Oficerów Akka, która jest liceum zawodowym kształcącym młodzież dla potrzeb Izraelskiego Korpusu Morskiego i izraelskiej floty handlowej. Wszyscy kadeci, którzy zdadzą egzamin maturalny, mogą przystępować do zdawania egzaminu zawodowego. Szkoła przygotowuje młodzież do objęcia funkcji oficerów. Urząd ds. Szkoleń i Edukacji Morskiej, który od 2010 roku posiada nowy ośrodek szkoleniowy, w pełni wyposażony w laboratoria techniczne, symulatory, pracownie komputerowe, bibliotekę itp. Uczelnia przyjmuje kadetów po odbyciu przez nich służby wojskowej w Izraelskim Korpusie Morskim. W ośrodku przechodzą roczny kurs podstawowy, a następnie roczny szkolny rejs morski na pokładach izraelskich statków handlowych. Następnie podejmują pracę we flocie handlowej.

## Turystyka

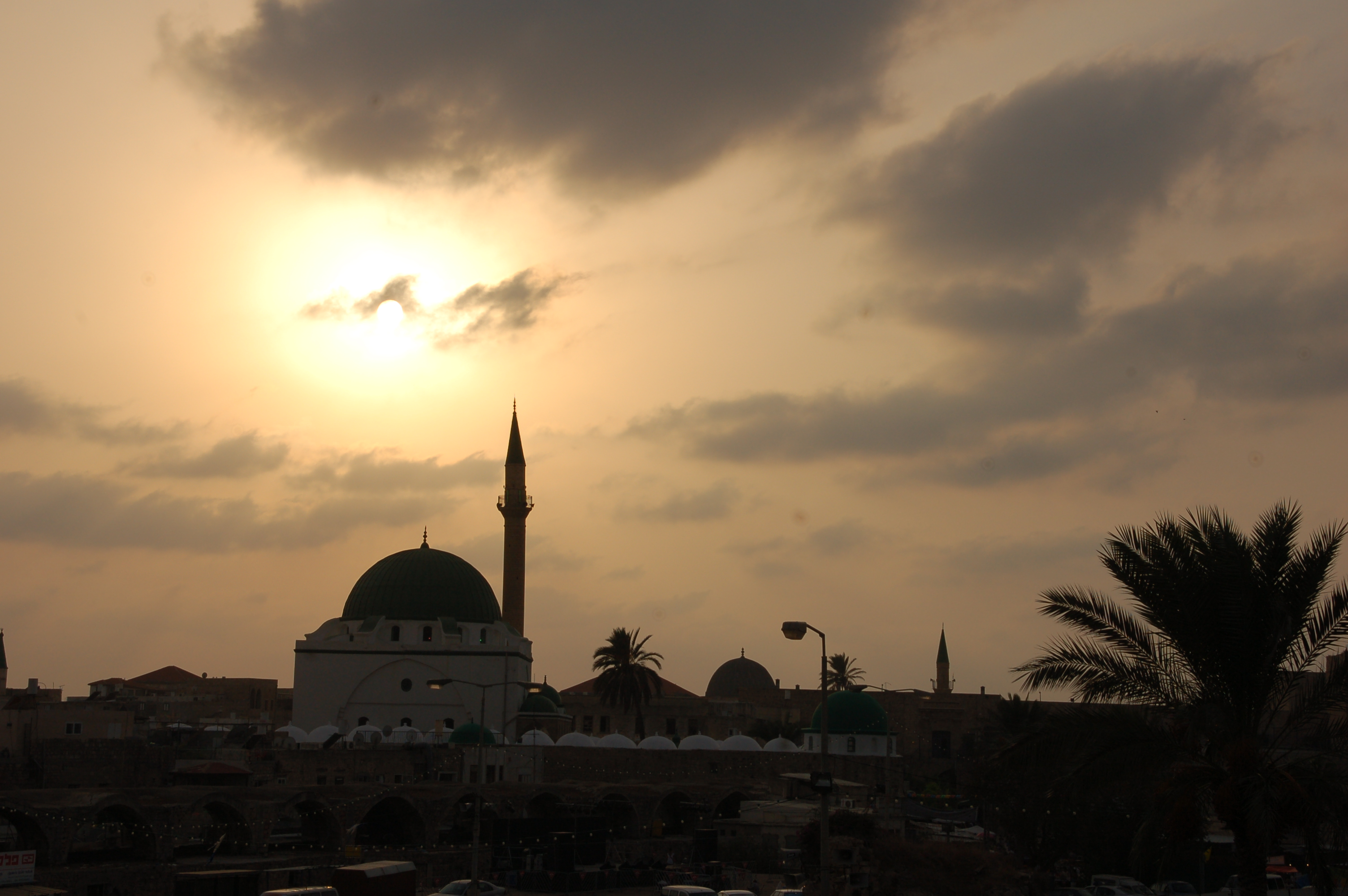
Stare Miasto Akki o zachodzie słońca

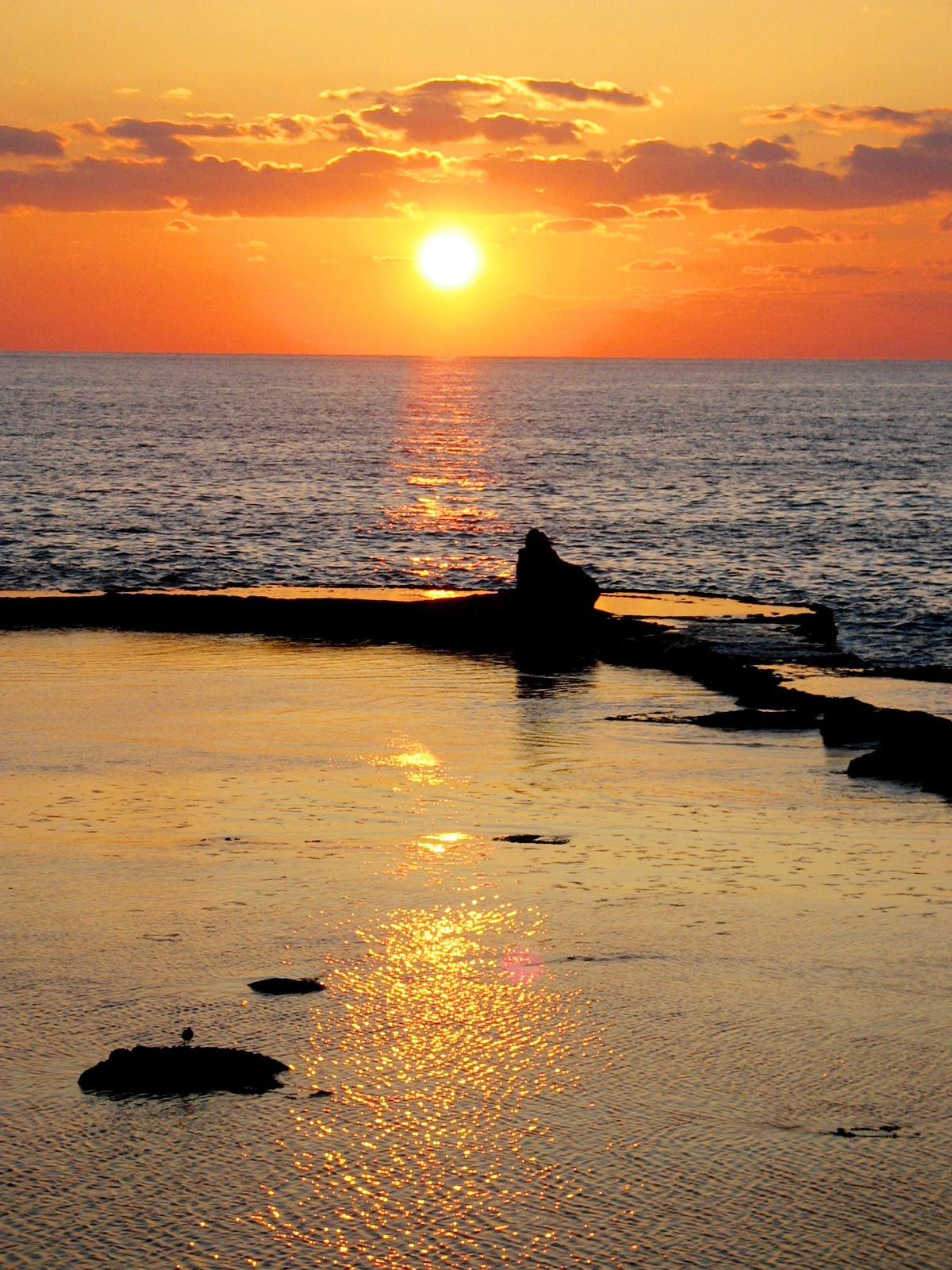
Zachód słońca w Akce

Najważniejszą branżą gospodarki Akki jest turystyka. Tutejsze zabytki Starego Miasta przyciągają turystów, a liczne działania marketingowe podnoszą atrakcyjność turystyczną miasta. Tuż za murami Starego Miasta znajduje się publiczna plaża. Jest ona zaniedbana i nieatrakcyjna. Najlepszym miejscem do kąpieli jest plaża purpurowa (hebr. Hof Argaman), nazwana tak ze względu na wyławiane tu w starożytności ślimaki, które służyły następnie do produkcji barwników. Bliżej murów Starego Miasta znajduje się plaża pod murami (hebr. Hof HaHomot), popularna wśród miłośników windsurfingu. Istnieje plan zagospodarowania przestrzennego przybrzeżnego pasa Akki. Przewiduje się budowę sztucznej plaży wzdłuż linii brzegowej miasta. Następnie, wzdłuż nadmorskiej promenady o długości ponad 2 km powstałyby luksusowe hotele, budynki mieszkalne, obiekty handlowe i rekreacyjne, oraz nowa przystań dla jachtów.

### Informacja turystyczna
Biuro informacji turystycznej znajduje się w holu wejściowym do podziemnego miasta krzyżowców na Starym Mieście (1 Weizmann St.). Biuro organizuje rezerwacje noclegów i wycieczki z przewodnikiem.

### Szlaki turystyczne
W obrębie Starego Miasta wytyczono sześć szlaków turystycznych. Szlak żydowski umożliwia poznanie żydowskiej historii miasta – walkę Machabeuszy z Seleucydami, miejskie synagogi i więzienie w cytadeli. Szlak murów i wojen umożliwia odbycie spaceru wzdłuż murów i bastionów obronnych Starego Miasta. Można tu zobaczyć zachowane stare armaty, które ilustrują historię militarną miasta. Szlak przez Akkę prowadzi z cytadeli przez wszystkie najważniejsze zabytki do portu. Szlak Napoleona koncentruje się na północno-wschodnich dobrze zachowanych fortyfikacjach miejskich, i opowiada historię oblężenia miasta przez wojska Napoleona Bonaparte. Szlak khanów i pałaców prowadzi po tutejszych karawanserajach i pałacach. Szlak krzyżowców i osmanów prowadzi po wnętrzach cytadeli i podziemnym mieście krzyżowców. Wokół murów Starego Miasta organizowane są rejsy statkiem wycieczkowym „Akko Princess”. Odpływa on z końca portowego falochronu, kiedy tylko zbierze się odpowiednia liczba pasażerów. Rejsy odbywają się także po zmroku.

### Baza noclegowa
Na Starym Mieście tanie noclegi oferują trzy schroniska: Akko Gate Hostel, Paul’s Hostel i Templar Youth Hostel. W ostatnich latach w starych luksusowych rezydencjach na Starym Mieście utworzono Akkotel Hotel i Efendi Hotel. Najdroższe kompleksy hotelowe znajdują się poza murami Starego Miasta. Przy płatnej plaży purpurowej znajduje się nowoczesny motel Argaman. Sąsiedni Palm Beach Acre Hotel jest najlepszym hotelem Akki. Posiada bogate zaplecze rekreacyjno-sportowe z dużym basenem kąpielowym, sauną, kortami tenisowymi, dyskoteką i barem. Najnowocześniejszym jest Akko Beach Hotel. Na przedmieściach znajduje się chrześcijański dom noclegowy Nes Ammin.
Dane statystyczne o turystyce w Akce:
| Rok  | Zajęte pokoje hotelowe w % | Goście/noc | Goście z Izraela/noc | Goście z Europy/noc | Goście z Ameryki/noc |
| ---- | -------------------------- | ---------- | -------------------- | ------------------- | -------------------- |
| 2000 | 49,6%                      | 352,3      | 255,3                | 52,5                | 18,0                 |
| 2002 | 42,6%                      | 291,5      | 264,0                | 11,9                | 6,2                  |
| 2004 | 40,3%                      | 297,7      | 256,5                | 16,1                | 11,4                 |
| 2006 | 41,9%                      | 264,2      | 220,5                | 19,7                | 10,5                 |

Źródło danych: Central Bureau of Statistics.

## Religia
Akka jest wieloreligijnym miastem, w którym mieszkają wyznawcy judaizmu, islamu, chrześcijaństwa, bahaizmu i inni. Wynikiem tej mozaiki kulturowej jest duża liczba synagog, meczetów i kościołów w mieście. Za życie religijne żydowskich mieszkańców odpowiada Rada Religijna Akki. Podlegają jej mykwy, prawa koszerne oraz sprawy małżeństw. Siedziba Rady znajduje się przy ulicy Jozafata 29. Do najbardziej znanych synagog należą: synagoga Ramchal i synagoga Or Torah. Przy ulicy Derech HaArbah 38 mieści się jesziwa Jeshivat Hesder of Akko. Miasto jest także siedzibą centrum edukacji religijnej Chabad of Akko. Meczety oraz kościoły są zgrupowane na Starym Mieście. Najstarszy z meczetów to powstały w 1586 roku meczet El-Bahar. Jednak najważniejszym i najpiękniejszym jest meczet al-Dżazzara, który został wybudowany w 1781 roku w bezpośrednim sąsiedztwie cytadeli i starego saraya. Jego zielona kopuła oraz wysoki, smukły minaret tworzą harmonijną całość. Wznoszą się one nad budynkami Starego Miasta Akki i przyciągają uwagę z daleka. Jest to największy meczet w Izraelu, poza Jerozolimą. Jednocześnie jest to największy meczet wybudowany w Palestynie za panowania osmańskiego. Z pozostałych to: meczet El-Zeituna, meczet Zawajat (siedziba bractwa derwiszów), meczet El-Mualek oraz meczet El-Ramal. Kościoły chrześcijańskie skupione są w większości w południowo-zachodniej części Starego Miasta Akki. Jedynym położonym we wschodniej części jest franciszkański Kościół Terra Sancta. Cerkiew św. Jerzego jest uznawany za najstarszy kościół zbudowany w okresie osmańskim (sprzed 1631 r.). Należy ona do prawosławnego Patriarchatu Jerozolimskiego. Bardziej na południe jest położony Kościół maronicki, kościół i klasztor karmelitów pw. Kopuły Nazaretu oraz melchicka Cerkiew św. Andrzeja. Tuż obok latarni morskiej stoi franciszkański Kościół św. Jana. Jest to jedyny czynny w Akce kościół należący do kościoła rzymskokatolickiego.

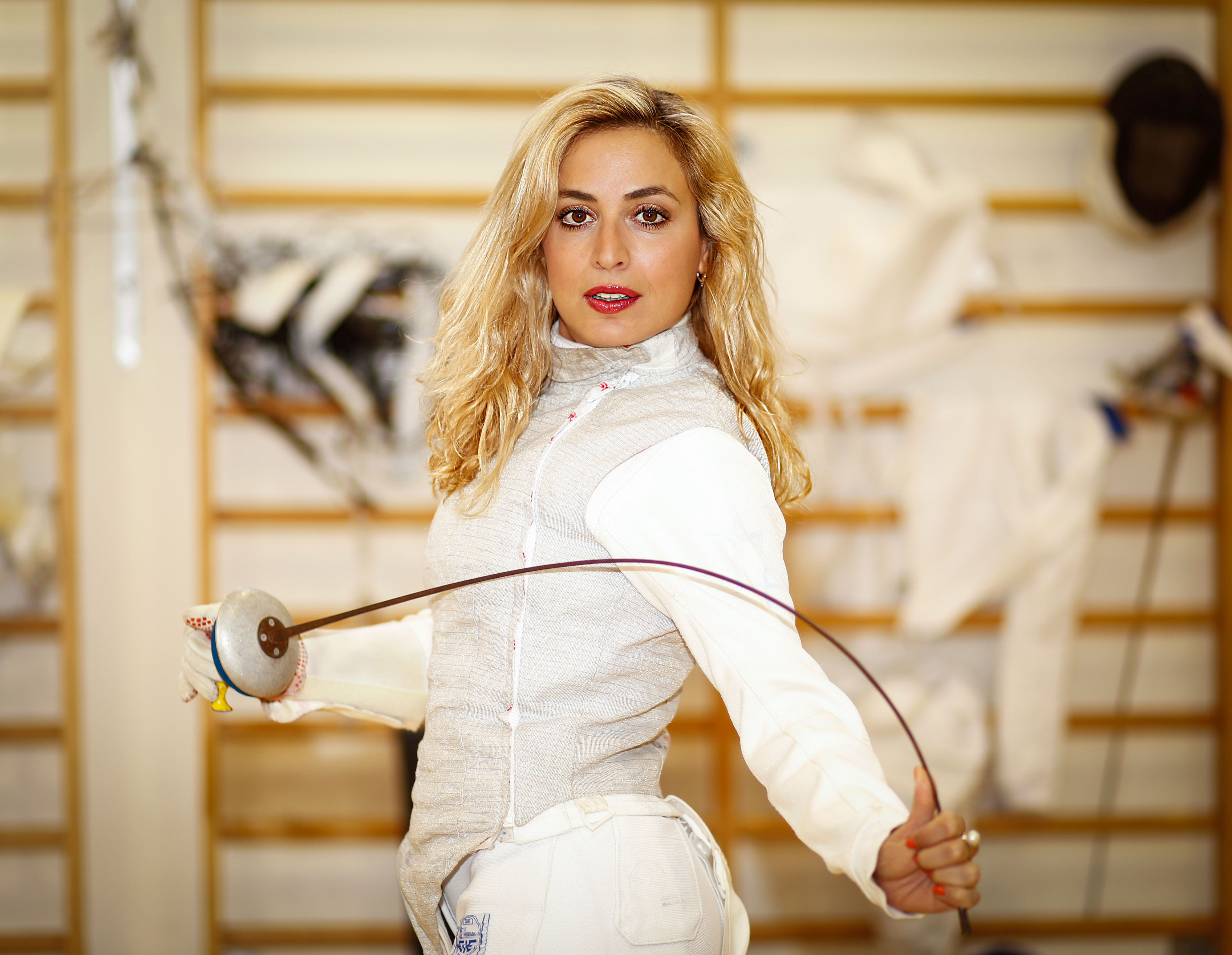
Delila Hatuel, zawodniczka olimpijska szermierki

## Sport i rekreacja

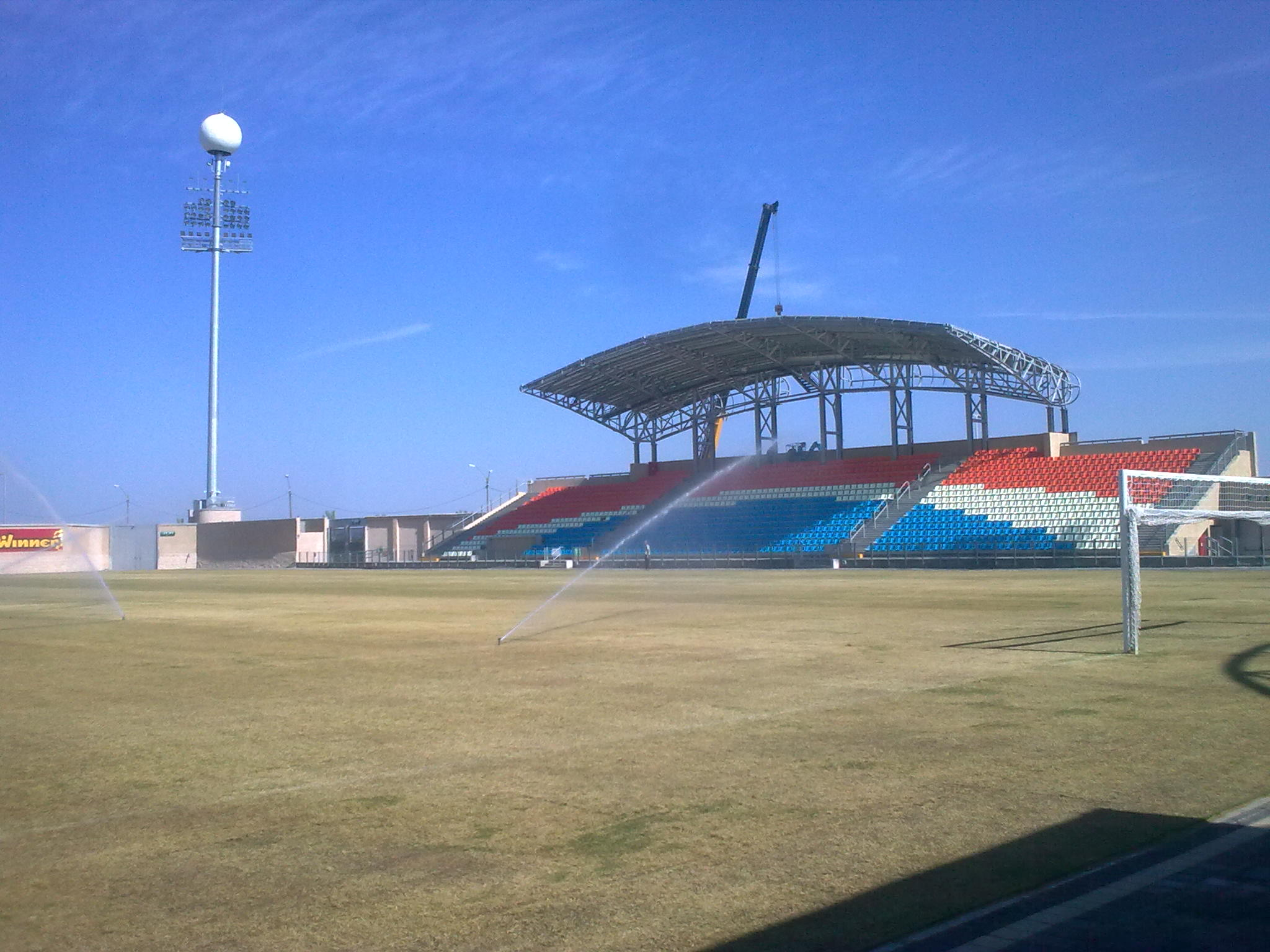
Miejski stadion Akki

W mieście znajdują się liczne obiekty sportowe, w tym basen pływacki i dwa kompleksy kortów tenisowych. W północnej części miasta znajduje się kompleks obiektów sportowych z czterema boiskami do piłki nożnej. Tutejsze plaże są popularnym miejscem uprawiania sportów wodnych. W mieście gra drużyna piłkarska Hapoel Akka, która prowadzi rozgrywki w I lidze izraelskiej piłki nożnej. Drużyna rozgrywa mecze na otwartym w 2011 roku miejskim stadionie Akki, na którym mieści się 5 tys. widzów. W pobliżu jest stary Stadion im. Napoleona, który mógł pomieścić 2,5 tys. widzów.

## Gospodarka

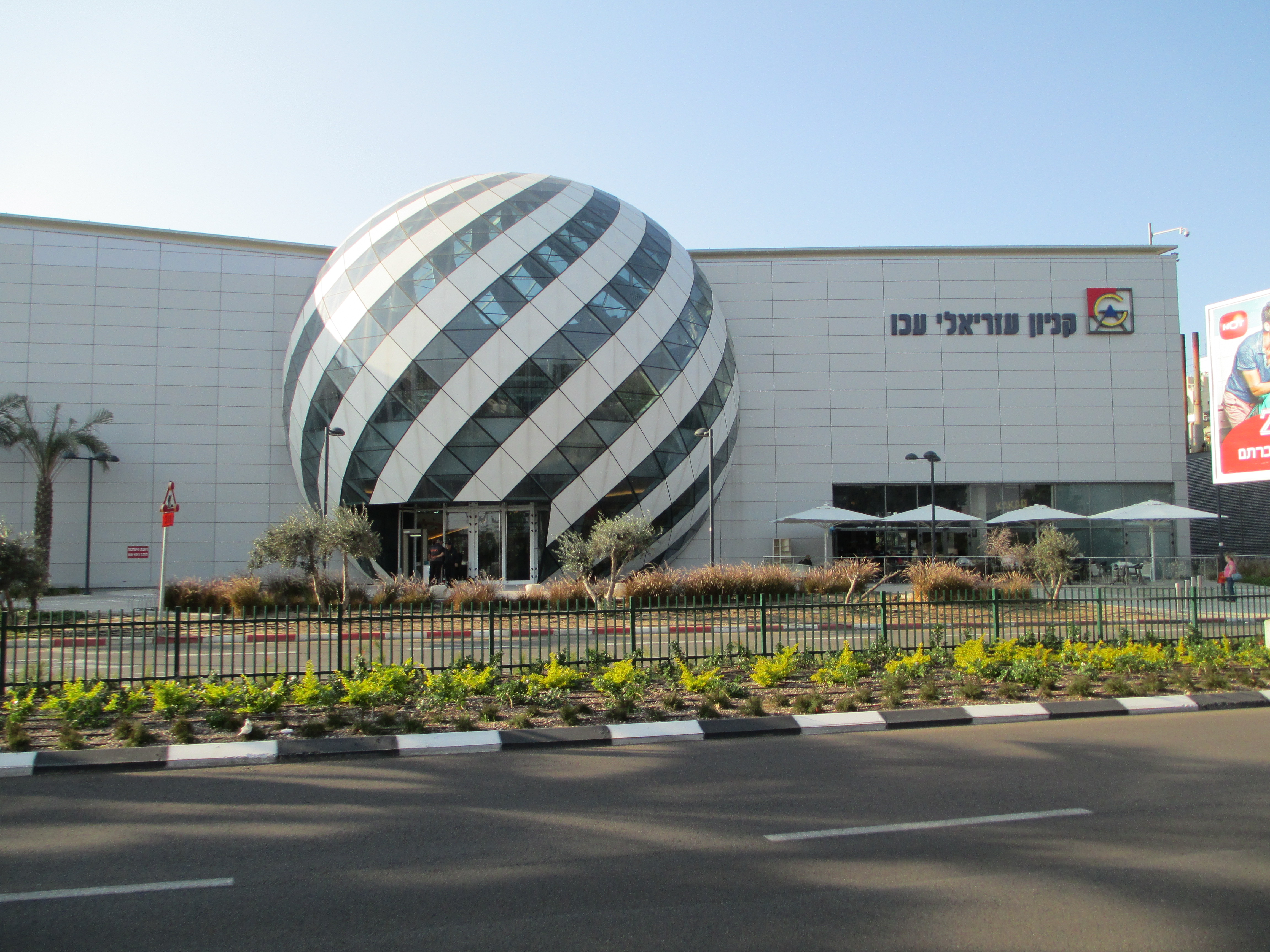
Centrum handlowe Azrieli

Przez wiele lat Akka była jedną z izraelskich społeczności określanych mianem endemicznego bezrobocia. Problem ten dotyczy głównie arabskiej części mieszkańców miasta. Przyczyny tego zjawiska są bardzo złożone i wielorakie: (1) kilka pracochłonnych fabryk (w tym Kiryat Steel) zostało zamkniętych, a inne przeniosły się do innych lokalizacji (np. strefa przemysłowa Fenicja). Miało to duży wpływ na poziom bezrobocia oraz wpływy z podatków odprowadzanych do budżetu gminy. (2) Automatyzacja linii produkcyjnych przyniosła z sobą zmniejszenie liczby robotników oraz podniosła poziom umiejętności zawodowych wymaganych od pracowników. (3) Kilka przedsiębiorstw (w tym Metco) musiały ograniczyć produkcję, ponieważ wzrost konkurencji na rynkach spowodował zmniejszenie importu. Z tego powodu zmniejszono liczbę pracowników. (4) Rybactwo tradycyjnie stanowiło ważny sektor zatrudnienia w Akce. Upadek rybołówstwa we wschodniej części Morza Śródziemnego przyniósł także głęboką zapaść na regionalnym rynku i doprowadził do upadku licznych rodzinnych firm. (5) Akka tradycyjnie była centrum biznesu i handlu dla Zachodniej Galilei. Miasto straciło swoją pozycję na rzecz sąsiedniej Hajfy, stając się zapleczem pracy dla okolicznych miast. (6) Rozwój międzynarodowego transportu umożliwił tworzenie dużych centrów handlowych, które konkurencyjnymi cenami doprowadziły do bankructwa większość lokalnych sklepów. (7) Akka przestała być magnesem dla turystów, którzy nawet jeśli tu przyjeżdżają, to rezygnują z noclegów w mieście. Nawet bahaici korzystają z noclegów w Hajfie. Duży wpływ ma na to słabo rozwinięta baza noclegowo-turystyczna, zaniedbane plaże oraz zanieczyszczenie rzeki Naaman, która uchodzi do morza na południe od miasta. (8) Port w Akce zdegradował się po otworzeniu Portu Hajfa. (9) Zamożni mieszkańcy przeprowadzili się do pobliskich większych i bardziej atrakcyjnych miast. Na ich miejscu osiedlili się ubożsi mieszkańcy, którzy nie byli zdolni tworzyć nowe miejsca pracy, co osłabiło siłę nabywczą mieszkańców i zmniejszyło podatki pobierane przez gminę. Izraelski rząd zdawał sobie sprawę z rosnącego problemu bezrobocia i zapaści gospodarczej miasta, z tego powodu w 2006 roku ustanowił Akkę jako cel działań państwowych zmierzających do rozwoju i wzrostu zatrudnienia w mieście. Liczne ulgi zachęcały do inwestowania i tworzenia możliwości zatrudnienia. Równolegle prowadzono liczne prace renowacyjne na Starym Mieście, starając się zwiększyć atrakcyjność turystyczną miasta. W celu pobudzenia działalności gospodarczej, na południe od rzeki Naamana utworzono drugą strefę przemysłową (South Akko Industrial Park), w której ulokowały się liczne firmy high-tech. W latach 2005–2009 powstało 36 nowych zakładów produkcyjnych. Odsprzedano działki należące do armii, umożliwiając budowę nowych hoteli.
Na wschód od Starego Miasta znajduje się niewielka stara strefa przemysłowa. Najważniejszym tutejszym zakładem jest fabryka słodyczy Shtraus. Większość zakładów jest ulokowana w South Akko Industrial Park. Firma Tambour LTD. jest największym izraelskim przedsiębiorstwem produkującym farby. Zakład w Akce przeprowadził w ostatnich latach duże inwestycje w rozwój nowych technologii i budowę nowoczesnych linii produkcyjnych. Firma Electrochemical Industries (EIL) produkuje szeroki asortyment wyrobów PCW oraz produktów nieorganicznych, takie jak soda kaustyczna, chlor itp. Firma Modcon Systems Ltd. dostarcza rozwiązania techniczne oraz urządzenia do kontroli automatycznej procesów technologicznych w przemyśle. Wśród licznych produktów znajdują się między innymi chromatografy gazowe, systemy automatycznych analizatorów gazowych i urządzenia jądrowego rezonansu magnetycznego. Dużą tutejszą firmą budowlaną jest Merhav Ceramic and Building Materials Ltd. Z innych większych firm działają tutaj Rafael Advanced Defense Systems, Strauss Logistics Center, Automatic Storage Electric Company i Katz Arie Stainless Steel Ltd.

## Infrastruktura
Posterunek policji mieści się przy ulicy HaHagana 16, w zachodniej części miasta. Mniejszy posterunek znajduje się przy porcie na Starym Mieście. W pobliżu stacji kolejowej i dworca autobusowego znajduje się remiza straży pożarnej. Poczta Główna sąsiaduje z siedzibą władz miejskich przy ulicy HaAtzmaut 11. Mniejszy urząd pocztowy działa w holu wejściowym do podziemnego miasta krzyżowców na Starym Mieście. W mieście nie ma szpitala – najbliższy to Szpital Zachodniej Galilei w Naharijja. W północno-zachodniej części miasta znajduje się centrum medyczne Fleigelman Mental Health Center.

## Transport

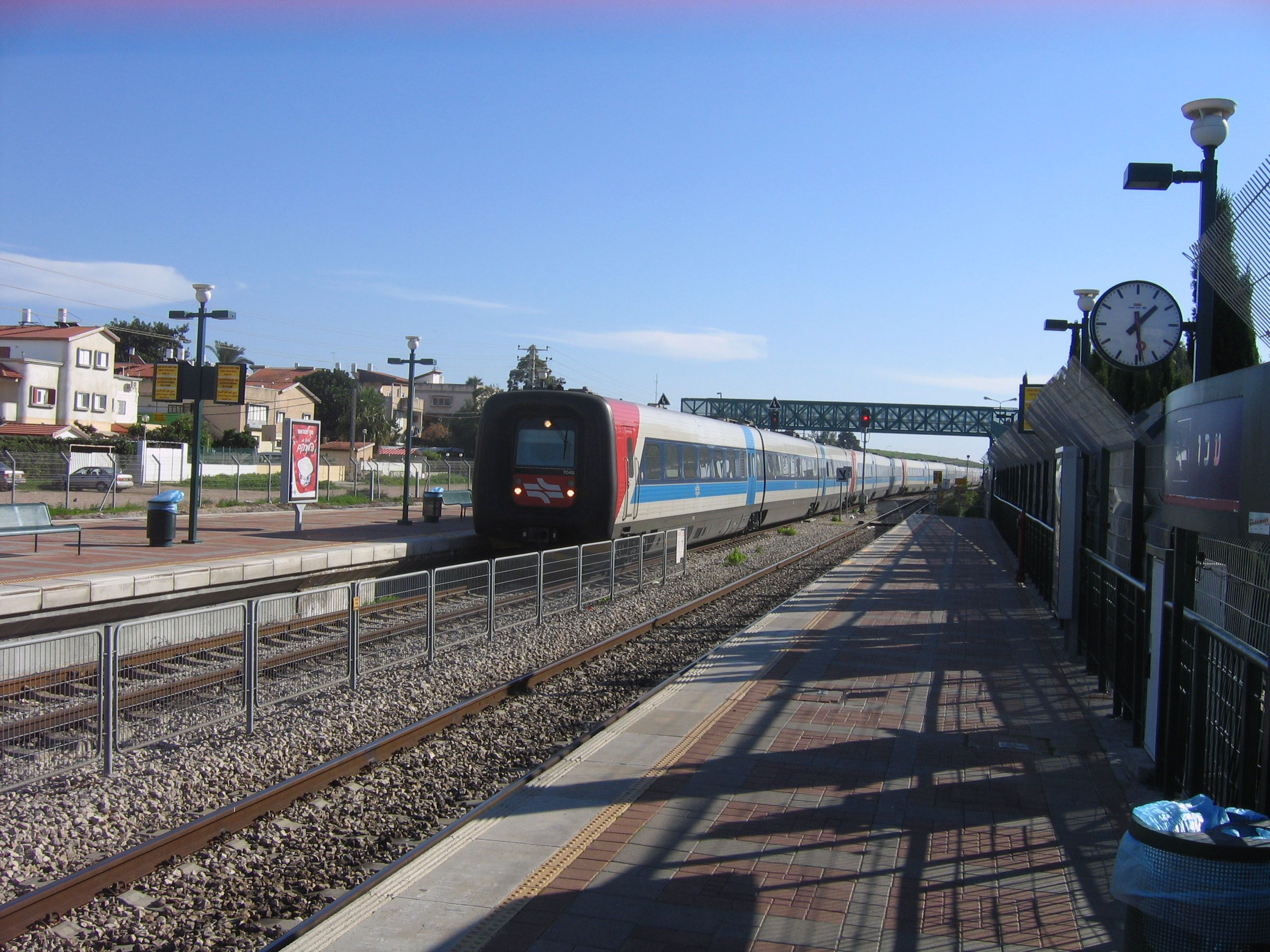
Stacja kolejowa Akka

Wzdłuż wschodniej granicy miasta przebiega droga ekspresowa nr 4, która jednocześnie pełni rolę obwodnicy Akki. Jadąc drogą nr 4 na północ dojeżdża się do kibuców Szamerat i Lochame ha-Geta’ot, lub jadąc na południe do kibucu En ha-Mifrac. Na północnym i południowym krańcu miasta jest możliwość zjechania z drogi ekspresowej nr 4 na drogę nr 8510, którą wjeżdża się bezpośrednio do Akki. Droga ta umożliwia także dojechanie do położonego na północ od miasta moszawu Bustan ha-Galil. Z centrum miasta wychodzi w kierunku wschodnim droga ekspresowa nr 85, którą można dojechać do miejscowości Dżudajda-Makr i skrzyżowania z drogą nr 70.

### Komunikacja miejska
W obrębie Akki kursują autobusy linii Egged, które umożliwiają podjechanie do wybranych miejsc miasta. Na Starym Mieście nie ma potrzeby używania środków komunikacji. Na zachód od dworca kolejowego jest dworzec autobusowy, który obsługuje połączenia linii autobusowych Egged z całym krajem. Autobusy do Hajfy odjeżdżają średnio co 20 minut, do Naharijji średnio co 25 minut, a do Safedu co 30 minut.

### Transport kolejowy
We wschodniej części miasta znajduje się stacja kolejowa Akka. W latach 2001–2002 stację zmodernizowano, budując nowoczesną halę dworcową, nowe perony oraz tunel łączący platformy peronów. Regularnie co godzinę odchodzą stąd pociągi Rakewet Jisra’el, umożliwiające dotarcie do Naharijji, Hajfy, Tel Awiwu i Beer Szewy. W godzinach szczytu pociągi kursują co 20 minut.

## Ludzie związani z Akką

### Honorowi obywatele
- Michael Strauss – w 2006 roku otrzymał honorowe obywatelstwo Akki za jego wkład i inicjatywy na rzecz rozwoju i promocji miasta. Strauss jest biznesmenem i zrealizował liczne projekty na rzecz rozwoju edukacji, gospodarki i turystyki Akki.
- Isaac Zuchman – w 2008 roku otrzymał honorowe obywatelstwo miasta w uznaniu za realizację licznych projektów w mieście. Zuchman był wiceprezesem w Departamencie Infrastruktury Ministerstwa Transportu[97].